# Bretonse Wikipedia
De Bretonse Wikipedia is een editie van de encyclopedie Wikipedia in het Bretons, een keltische taal uit Bretagne, de slogan An holloueziadur digor staat voor De vrije encyclopedie.

## Geschiedenis
De wiki is gestart in juni 2004 en is de 51e Wikipedia naar grootte van artikelen. Begin 2016 telt de wiki 37.507 geregistreerde gebruikers, waarvan 99 actief.

## Artikelen
In 2008 waren er 20.000 artikelen op deze wiki, in 2011 groeide dit door tot 37.000, in 2016 57.407 en begin april 2018 was het aantal artikelen gegroeid tot 64.307.